# Anna Bashta
Anna Vitálievna Bashta –en ruso, Анна Витальевна Башта, también escrito como Anna Başta– (Toliatti, 10 de julio de 1996) es una deportista rusa que compite por Azerbaiyán en esgrima, especialista en la modalidad de sable.
Ganó una medalla de plata en el Campeonato Mundial de Esgrima de 2022 y dos medallas en el Campeonato Europeo de Esgrima, oro en 2022 y plata en 2017.

## Palmarés internacional
| Representando a Rusia      |                   |                  |                   |
| Campeonato Europeo         |                   |                  |                   |
| Año                        | Lugar             | Medalla          | Prueba            |
| 2017                       | Tiflis (Georgia)  | Medalla de plata | Sable por equipos |
| Representando a Azerbaiyán |                   |                  |                   |
| Campeonato Mundial         |                   |                  |                   |
| Año                        | Lugar             | Medalla          | Prueba            |
| 2022                       | El Cairo (Egipto) | Medalla de plata | Sable individual  |
| Campeonato Europeo         |                   |                  |                   |
| Año                        | Lugar             | Medalla          | Prueba            |
| 2022                       | Antalya (Turquía) | Medalla de oro   | Sable individual  |